# Racing Bulls
Racing Bulls S.p.A, som kører under navnet Visa Cash App RB Formula One Team, er en italiensk Formel 1-konstruktør, som er en af de to Formel 1 hold, som er ejet af Red Bull-koncernen. Holdet gjorde sin debut i 2024 sæsonen, og var tidligere kendt under navnet Scuderia AlphaTauri.

## Resultater
| År   | Navn                              | No. | Kørere       | Point | Placering |
| ---- | --------------------------------- | --- | ------------ | ----- | --------- |
| 2024 | Visa Cash App RB Formula One Team | 30. | Liam Lawson  |       |           |
| 2024 | Visa Cash App RB Formula One Team | 22. | Yuki Tsunoda |       |           |